# Marché pétrolier

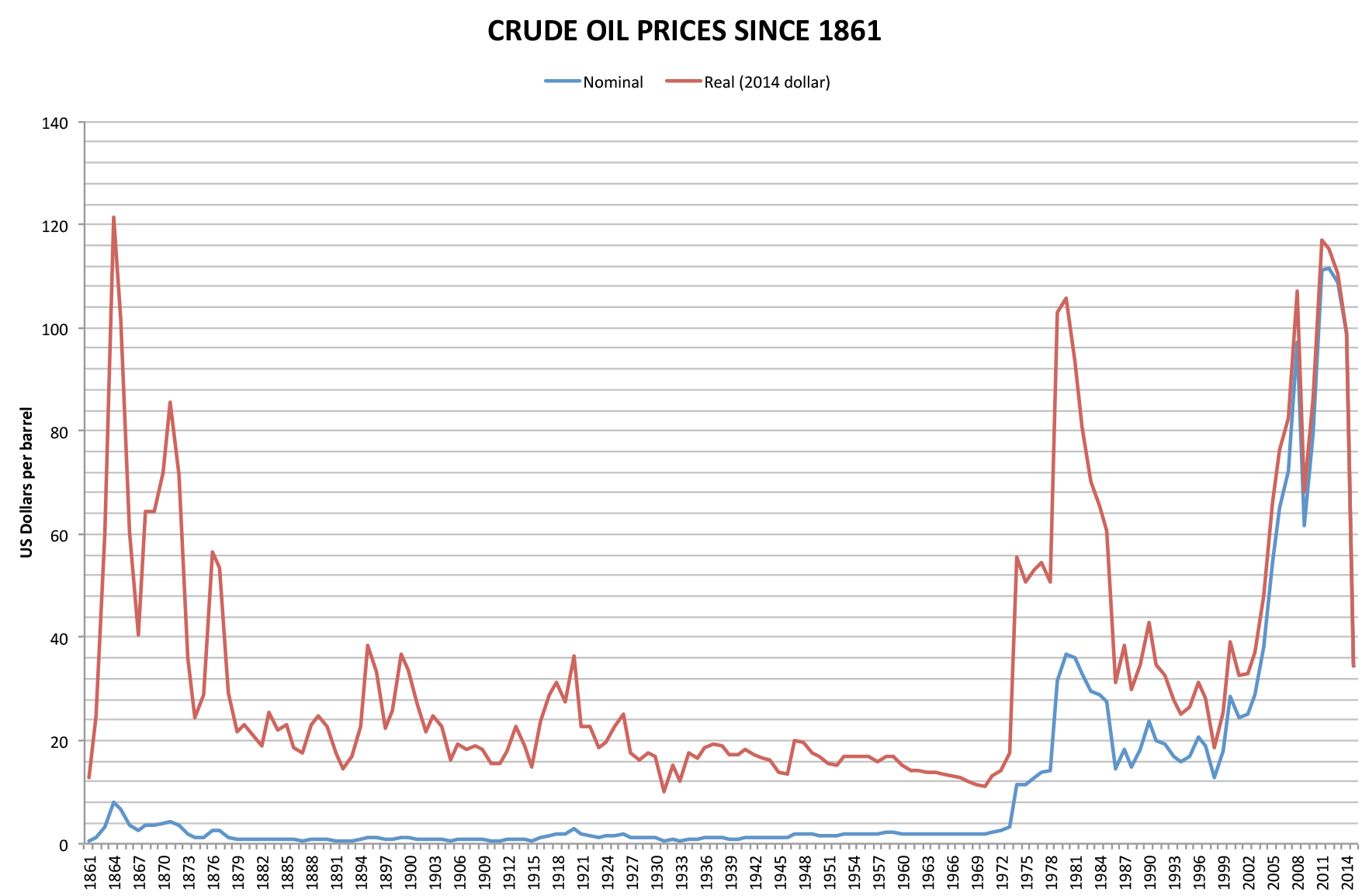
Prix du pétrole en dollars de 1861 à 2015 (1861-1944 : brut américain moyen, 1945-1983 : brut « Arabian Light », 1984-2015 : Brent).
Courbe rouge : prix corrigés de l'inflation ; bleue : prix non actualisés.

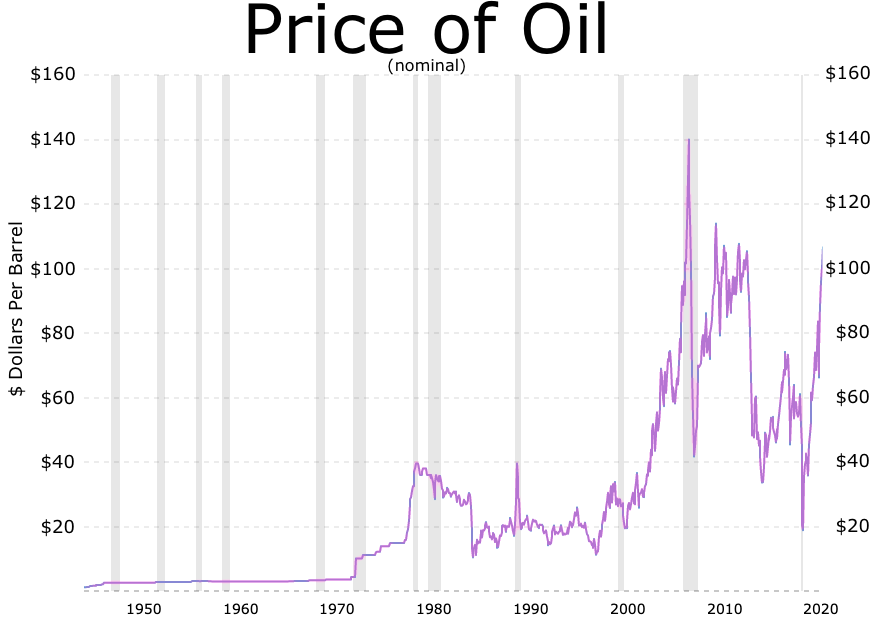
Prix nominal du pétrole.

Le marché pétrolier est le lieu où se rencontrent l'offre et la demande de pétrole et de produits pétroliers. C'est sur ce marché que se forment le prix du baril de pétrole brut et ceux de ses divers dérivés. Le prix du baril dépend de son degré, déterminé par des facteurs tels que sa densité API ou sa quantité de sulfure, de sa localisation et du jeu de l'offre et de la demande.

## Produits bruts
Sans entrer dans des considérations techniques et fiscales détaillées, on peut distinguer la provenance des bruts entre :
- le « brut de participation », brut revenant au pays hôte qui peut le rétrocéder en tout ou partie au concessionnaire à un prix dit de buy-back ;
- le « brut de concession », revenant au concessionnaire dont le prix prend en compte la redevance (royalty), le montant de la fiscalité et les charges de production (appelées encore coûts techniques).

## Cotation
Le commerce international du pétrole brut, ainsi que celui des produits pétroliers intermédiaires et celui des produits finis, est centralisé sur deux marchés, qui sont situés à New York au NYMEX et à Londres à l'ICE. Il existe d’autres places, mais elles ne font que relayer via internet ces deux marchés.
La cotation des différents bruts se fait tous les jours 24 h/24 et la plupart des pétroliers sont abonnés aux pages émises par l'agence Reuters et Platt's Oilgram Price Reports qui fournissent cette cotation. 
Ce système de transaction est comparable à ceux des marchés financiers.
Cette cotation s'adosse sur des « bruts de références » comme l'Arabe léger (Arabian Light), le WTI (West Texas Intermediate) ou encore le Brent (brut de mer du Nord). En effet, la valorisation d'une quantité déterminée de brut, en général une tonne métrique, tient compte du prix FOB de ce brut plus les frais de transport (le fret), l'assurance, les incidences de pertes, les frais de raffinage et une certaine marge bénéficiaire pour le raffineur. Ainsi, il y a toujours une corrélation entre le prix des produits finis et le prix « FOB » d'un brut.
Cette valorisation se fait quotidiennement par moyens informatiques interposés, afin de connaître au jour le jour la valeur marchande de chacune des qualités de brut sur le marché.
Comme pour les bourses d'actions, les transactions entre traders se font par téléphone ou par Internet et sont confirmées par fax ou par courriel.
Comme pour les marchés financiers, il existe également un marché à terme. Sur ce marché, le brut est vendu ou acheté par lot, à un ou à plusieurs mois de livraison à l'avance. Il en est de même pour les produits intermédiaires comme le naphta ou le kérosène, ou pour les produits finis comme les carburants, le « jet fuel », le gazole ou le fioul lourd.

### Montants en jeu

Prix du pétrole.

La consommation mondiale en 2008 étant estimée à 86,5 millions de barils par jour (mbj), avec un cours situé entre 65 et 145 dollars américains cette même année, le marché quotidien varie d'environ 5,6 milliards et 13,5 milliards[pas clair] de dollars. La production journalière de l'OPEP étant en septembre 2008 de 32,47 millions de barils par jour. Ces valeurs, qui étaient très importantes dans les années 1980, sont devenues très inférieures aux transactions financières dans les années 2000[réf. nécessaire].
Le brut et les produits peuvent être vendus Free On Board (FOB) ou Cost, Insurance and Freight (CIF). Dans le premier cas, c'est l'acheteur qui paie les charges après achat (charges correspondant à l'affrètement du navire, le fret et l'assurance de la cargaison) et dans le deuxième cas, c'est le vendeur qui en a la charge, le prix étant moins élevé dans le premier cas que dans le deuxième.

### Variations de qualité
D'une manière générale, toute transaction de brut ou de produit nécessite la connaissance de ce brut ou de ce produit. Le vendeur, quand il est le premier propriétaire du brut, fournit à l'acheteur une analyse plus ou moins détaillée des caractéristiques physico-chimiques du brut ou du produit. Selon le cas et le nombre de caractéristiques demandées au laboratoire d'analyse, une telle analyse peut coûter entre 200 000 et 250 000 € ou plus, négligeables devant les profits engendrés (voir plus loin les caractéristiques d'une analyse simplifiée de brut).
La stabilité d'une qualité commerciale est indispensable afin d'obtenir une valeur marchande constante et régulière. Ainsi, le producteur du brut régule minutieusement le débit de chaque puits productif (ou de chaque gisement) afin de respecter cette constance de qualité. Cette régulation se fait par ordinateur.
En effet, un gisement peut s'étendre sur des centaines de kilomètres carrés et plusieurs gisements peuvent se trouver proches les uns des autres et requérir le forage de plusieurs dizaines voire de centaines de puits productifs à différentes profondeurs. Le débit, la collecte et le mélange de tous ces affluents exigent une régulation très poussée qui se fait en général par électronique et automatismes interposés.

## Produits finis
Pour un pétrolier raffineur, le commerce des bruts et des produits finis a plusieurs objectifs :
- assurer l'approvisionnement en brut et en charges ses propres raffineries ;
- écouler sur le marché ses propres surplus de production en brut et en produits ;
- échanger avec les confrères les bruts et les produits afin d'éviter les transports inutiles.

Il résulte de ces objectifs une recherche constante d'occasions de transactions afin de satisfaire au mieux ses propres besoins et si possible obtenir en supplément quelques confortables profits.
Comme il a été dit, entre producteurs, intermédiaires et consommateur final, il existe un marché de transactions internationales et d'échanges, aussi bien en brut qu'en produits finis.
En général, les sociétés pétrolières établissent avec les pays et/ou sociétés productrices, des accords d'achats à plus ou moins long terme (voir plus haut). Néanmoins, une bonne partie du pétrole produit est vendu sur le marché libre, et selon l'offre et la demande du moment.
Pour vendre du pétrole, si ce pétrole est bien connu, il est effectué des analyses périodiques faites par les sociétés pétrolières ; si ce pétrole vient d'être découvert et exploité, c'est le producteur qui fournit l'analyse qui est encore une société pétrolière opérateur du gisement.
Dans la hiérarchie des prix de bruts, le prix d'un brut dépend, en grande partie, des caractéristiques chimiques et physiques de celui-ci. C'est ainsi qu'un brut HTS a un prix plus bas qu'un brut BTS, un brut naphténique est plus cher car ce brut va, après reformage, donne beaucoup de produits aromatiques à haut indice d'octane, servant de bases à la fabrication des essences ordinaire et super. Si la fraction kérosène du brut est abondante et elle a un point de congélation très bas, par exemple −54 °C, ce brut est plus cher car le kérosène sert de base à la fabrication du Jet A1, carburant pour les avions. Évidemment la proximité des lieux de consommation influence également le prix car le coût du transport est moindre sans parler d'autres critères économiques et/ou politiques.

## Prix

### Fluctuations des cours
Tout comme pour les actions, il existe une bourse du pétrole et des produits finis, on peut les acheter « spot » ou à terme avec livraison à 1, 2, 3…6 mois. Il faut signaler aussi que le pétrole peut être vendu ou acheté FOB Free On Board ou CIF Cost, Insurance and Freight comme les autres denrées.
Les prix du marché sont publiés quotidiennement par le journal spécialisé : le Platt's Oil Gramm. Comme il a été dit plus haut, une cargaison de pétrole peut être achetée et vendue à plusieurs reprises entre le moment où le pétrole est chargé au terminal de chargement et celui où il est déchargé au pays consommateur. Ces transactions sont le fait soit des traders des sociétés pétrolières, soit des courtiers indépendants, soit des deux. Parfois, dans une journée il suffit d'acheter et de vendre trois ou quatre cargaisons pour avoir un bénéfice confortable.
Pour les sociétés pétrolières, il est important de connaître aussi près que possible la valeur d'un pétrole d'une qualité donnée à un moment donné.
Pour ce faire, à l'aide de programmes informatiques, on effectue une valorisation spot, c’est-à-dire qu'on détermine la valeur de cette qualité de pétrole avec les prix des produits finis du moment.
En effet, connaissant la qualité de pétrole, et une fois la structure de raffinage déterminée, on peut évaluer la quantité de propane/butane, d'essences, de Jet A1, de gasoil moteur et de fioul domestique que l'on peut produire, et donc le prix de ce pétrole (compte tenu de son coût de raffinage et de transport, marge, etc.).
Le prix du pétrole varie très souvent, dû à des facteurs divers : production quotidienne en excédent ou en déficit, crise politique dans un pays quelconque, intempéries, terrorisme, guerre, etc. Il suffit qu'une saison soit plus froide ou plus chaude aux États-Unis ou en Europe pour que le prix du fioul domestique augmente ou diminue d'une dizaine de pour cent et par ricochet le prix du pétrole lui-même.
Il y a aussi une autre cause aux variations du prix du pétrole : ce sont les réserves en cas de guerre. En effet, dans la plupart des pays, la loi exige que les sociétés de raffinage stockent pour les états (selon une rétribution contractuelle) une réserve de pétrole brut ou son équivalent en produits finis représentant, au bas mot, trois mois de consommation nationale. Ceci pour éviter, en cas de guerre, que l'armée soit à court de carburant. C'est ainsi que le prix des bruts fluctue au gré de la montée ou de la baisse des réserves (réserve stratégique de pétrole) aux États-Unis.

### Transmission des prix
Le prix du pétrole se transmet aux prix du carburant. Selon une estimation de la Banque de France (2021), « une hausse de 1 % du prix du gazole raffiné importé se traduit in fine par une hausse de 0,75 % du prix HT et de 0,3 % du prix TTC du gazole à la pompe en France. L’ajustement est progressif mais rapide : après une semaine, la hausse du prix HT est de 0,45 % soit plus de 50 % de la transmission finale. Les prix réagissent de la même manière à un choc à la hausse ou à la baisse ».

## Données chiffrées

### XXIesiècle
| Année                 | 2002 | 2003 | 2004 | 2005 | 2006 |
| --------------------- | ---- | ---- | ---- | ---- | ---- |
| Production OPEP       | 28,9 | 30,7 | 32,9 | 34,0 | 35,0 |
| Production ex-URSS    | 9,5  | 10,5 | 11,5 | 11,5 | 12,5 |
| Production autres     | 36,1 | 35,9 | 35,9 | 36,0 | 36,0 |
| Total mondial         | 77,0 | 78,3 | 80,8 | 80,0 | 80,1 |
| Consommation mondiale | 74,5 | 77,1 | 80,3 | 81,5 | 83,5 |
| Déficit/excédent      | -2,5 | -1,2 | -0,5 | +1,5 | +3,4 |

En millions de barils par jour.
Les cours pétroliers ont connu une très forte hausse de 2002 à l'été 2006, sous l'effet d'une spéculation générale sur les matières premières à la veille de la crise des subprimes. Cette hausse s'explique aussi par divers facteurs comme la forte demande venant de Chine, des inquiétudes géopolitiques (baisse de la production en Irak, tensions politiques au Moyen-Orient, au Nigéria, désorganisation passagère au Venezuela…), des dégâts industriels (golfe du Mexique à la suite du passage de Katrina…), et l'influence devenue prépondérante des opérateurs financiers.
La chute brutale, mais de courte durée, observée à l'automne 2008 s'explique par la disparition de liquidités, elle-même consécutive à la crise des subprimes, ainsi que par une chute de la consommation et du PIB des pays riches et enfin par des excédents de production disponibles.
Le prix du baril de brut a plongé de plus de 40 % en six mois de juin à décembre 2014 : le WTI est tombé à 60,94 $/baril ; l’US EIA (Energy Information Administration) prévoit désormais un prix du baril de brent à 68,1 $ en moyenne en 2015, et un cours du WTI à 62,75 $. Les compagnies pétrolières ont en conséquence réduit leurs investissements et lancé des programmes d'économies. Selon une étude publiée le 8 décembre 2014 par le consultant britannique Energy Aspects, il faut un prix de 80 dollars pour que les sables bitumineux du Canada soient rentables, de 76 dollars pour le pétrole non conventionnel américain, de 75 dollars pour l’offshore très profond au Brésil, de 70 dollars pour certains projets mexicains. Si le prix moyen du baril s'établit à 70 dollars en 2015, Energy Aspects estime que l’impact sur la production pourrait atteindre 1,5 million de barils par jour (mbj) en 2016, et 1 mbj supplémentaires en 2017.
Le cours continue sa dégringolade et le baril se négocie sous la barre des 40 dollars fin 2015, et passe sous le seuil de 30 dollars début 2016, avant de remonter.